# Myosotis latifolia
Myosotis latifolia är en strävbladig växtart som beskrevs av Poiret. Myosotis latifolia ingår i släktet förgätmigejer, och familjen strävbladiga växter. Inga underarter finns listade i Catalogue of Life.